# 종이접기

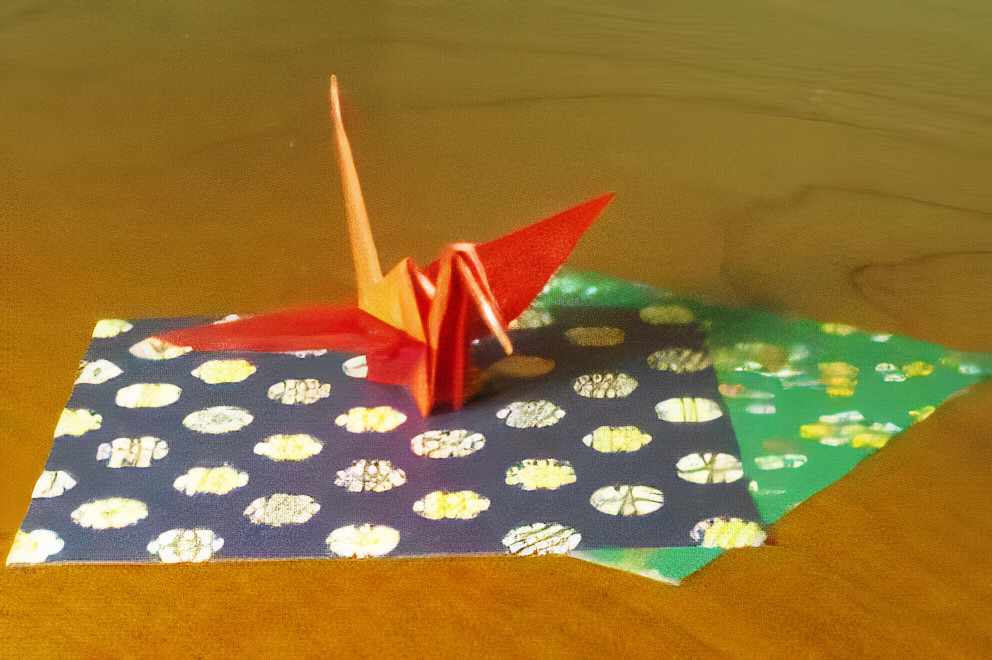
종이학과 종이접기 재료 화지

종이접기란 종이를 접거나 결합하고 풀로 붙이거나 입체적으로 물체를 묘사하는 종이조형 중의 하나이다.

## 기원
중국에서는 송나라때, 전통 장례식의 관행으로 장례식 제물들을 종이로 만들어서 놓은 풍습이 있었다고 한다. 초기에는 일종의 주술과 비슷한 것이었다고 한다. 당시 종이는 매우 귀한 재료였으며 문자를 기록하는 본래의 용도 이외에 물건을 포장하거나 의식(儀式)의 용도로도 사용되었다.
일본의 경우 헤이안 시대, 일본의 문신(文臣)이자 시인이었던 후지와라노 기요스케가 쓴 "청보조신집(清輔朝臣集)'에 개구리 종이접기에 대한 설명이 있고 1680년 일본의 작가이자 시인이었던 이하라 니시츠루가 읊은 '노제가 꾼 꿈의 나비는 오리스에'에서도 종이접기 문화의 흔적을 찾을 수 있다. 여기서 말하는 오리스에는 오초·메초(숫나비·암나비)라 불리는 종이접기로 결혼식 때 사용되었다. 서양의 경우 13세기 요하네스 데 사크로보스코가 쓴 천구론(天球論)의 삽화에 종이배와 유사한 모양이 등장한다.
18세기 일본에서는 종이학이나 얏코산같은 전승종이접기가 등장하여 풍속화나 기모노에 삽입되었고 19세기 유럽에서는 기사나 말의 종이접기 작품이 아직까지 남아있다. 19세기 중순 독일의 프리드리히 프뢰벨(Friedrich Froebel)은 그의 교육법인 가베(GABE)의 제 15작업으로 종이접기를 채택하였다. 이것이 일본의 메이지 유신 이후 일본에 받아들여지면서 동서양의 전승종이접기가 하나로 융합되어 다시 전 세계로 퍼져나가게 된다.

## 표기
한국에서 '종이접기'라고 하는 것처럼 영어로는 'paper folding', 독일어로는 'Papierfalten' 한다. 일본에서는 프리드리히 프뢰벨식 종이접기를 도입했는데, 일본어로 'おりがみ'라고 번역했다고 한다. 처음에는 사용되지 않았지만, 이 후 일본의 종이접기가 널리 알려지면서 미국종이접기협회의 창시자인 릴리안 오펜하이머가 origami를 종이접기를 지칭하는 국제용어로 제안하였고, 그 결과 현재 전 세계에서 'Origami'라는 단어가 '종이접기'라는 뜻으로 사용되고 있다.

## 분류
현대 종이접기는 교육종이접기·생활종이접기·창작종이접기의 세 분야로 나눌 수 있다. 교육종이접기는 프뢰벨의 교육이론에 입각하여 종이접기를 이용하여 창의적, 수학적 능력을 발현시키는 것을
목적으로 한다. 생활종이접기는 꽃이나 장식, 생활용품 등을 만들어 실생활에 사용하는 것을 말한다. 창작종이접기는 종이접기 본연의 의미에 입각하여 지금까지 없었던 새로운 수순으로 특정 형태를
만들어내는 것을 목적으로 한다.

## 기본 기호와 접기 방법
현재 일반적으로 쓰이는 종이접기의 기호는 일본의 종이접기 작가인 요시자와 아키라(吉澤章, 1911-2005)가 사용하던 도면 표기법으로 이것이 전 세계에 퍼져 국제적인 표준이 되었다. 이로 인해 종이접기는 국가/민족/언어를 뛰어넘어 전 세계적으로 사랑받는 취미이자 예술로 발전하고 있다.
1. 계곡접기 (valley fold)
2. 산접기 (mountain fold)
3. 안으로 넣어 접기 (inside reverse fold)
4. 밖으로 뒤집어 접기 (outside reverse fold)
5. 계단접기 (pleat fold)
6. 펼쳐눌러접기 (squash fold)
7. 입체계단접기(또는 씌워접기) (crimp fold)
8. 함몰접기 (sink fold)
9. 자루접기 (petal fold)
10. 토끼귀접기 (rabbit ear fold)
11. 발접기 (foot fold)
12. 빼내어접기 (plck fold)

기본형
종이접기의 기본형은 나라와 작가마다 조금씩 다르다. 한국에서는 보통 다음과 같은 11가지 기본형을 사용하고 있다.
1. 삼각접기 (Radial Pleat Fold)
2. 사각접기 (Book Fold)
3. 아이스크림접기 (Kite Base)
4. 문접기 (CupboardFold)
5. 방석접기 (Blintz Fold Base)
6. 고기접기 (Fish Base)
7. 쌍배접기 (windmill Base)
8. 삼각주머니접기 (Waterbomb Base)
9. 사각주머니접기 (Square Base)
10. 학접기 (Bird Base)
11. 꽃접기 (FrogBase)

## 한국의 종이접기
종이가 만들어진 이후 종이는 문자를 기록하는 본래의 용도 이외에 물건을 포장하거나 의식(儀式)에 사용되는 등의 용도로도 쓰였다. 한국 종이의 기원에 대해서는 몇 가지 설이 있으나 불교의 전래(372년 고구려 소수림왕)와 함께 불경이 들어오면서 제지법도 함께 들어왔다는 설이 가장 유력하다. 초기 한국의 제지기술은 중국의 영향을 받아 맷돌을 사용하여 섬유를 잘게 갈아 종이를 만들었으나 이후 닥나무 껍질로 종이를 만드는 독창적인 제조기술을 발전시켜나갔다. 610년 고구려 승려 담징은 일본에 종이 생산기술을 전해주었고 통일신라시대의 대표적인 종이인 백추지(白錘紙)는 중국에서도 고급품으로 인정받았다.
한국은 예로부터 종이로 여러 가지를 접어 사용하였는데 불교의식인 승무(僧舞)에 쓰이는 고깔모자나 제사를 지낼 때 조상의 신위를 써서 세웠던 지방(紙榜), 돈이나 담배 등을 넣었던 귀주머니(아래의
양쪽에 귀가 나오게 된 주머니), 빗이나 실첩을 보관하는 데 사용한 지혜지(智慧紙) 등이 그것이다. 이를 근거로 한국의 종이문화재단에서는 종이접기 문화의 원류는 한국이라고 주장하고 있지만 객관적으로 이것만으로 한국에 독자적인 종이접기 문화가 구축되었다고 보기는 어려운게 현실이다. 그 밖에 중국이 종이접기 문화의 원류라고 주장하는 사람들도 있지만 그 주장을 뒷받침할 만한 확실한 근거 역시 없다.
한국에서 근대 종이접기가 시작된건 20세기 초 일본의 유치원 학습법(독일의 교육자 프뢰벨의 영향을 받은)이 들어오면서부터이다. 프뢰벨의 유치원 학습법에 포함된 종이접기는 일본의 전통 오리가미와 결합되었고 교육적 목적을 위해 조선에서도 유치원이나 초등학교에서 종이접기를 가르치게 된 것이다. 이때 학 접기 등 많은 일본의 전통 종이접기가 조선에 소개되었고 일본의 얏코산(奴さん)이 한국의 바지저고리로 변형되거나, 중국 전승인 보물선이 조선선(朝鮮船)으로 일본에 소개되는 등의 교류를 갖게 된다.
1945년 일제강점기를 벗어났지만 뒤이어 1950년 6.25 전쟁이 발발하면서 한국은 또 한 차례 역사의 중요한 기록이 소실되는 아픔을 겪게 된다. 이후 1970년대에 경제개발이 이루어질 때까지 한국에서는 종이접기가 거의 이루어지지 않은 것으로 보인다. 이 시기에 종이접기가 어떤 형태로 명맥을 이어갔는지는 알 수 없다.
한국에 출판된 최초의 종이접기 책에 대한 연구는 아직 이루어진 바 없지만 1946년에 '이순이'가 편저하고 조선아동문화협회에서 발행한 《종이접기 수공책》이 간행된 바 있다. 또한 비슷한 시기에 한국프뢰벨사에서 제작한 5권짜리 종이접기 백과도 있었다고 한다. 1960년대 초까지 국민(초등)학교 인정 교과서로 4종의 종이접기 책이 간행되기도 했다. 1980년대에는 일본의 종이접기책을 복사하여 재생산한 책들이 몇 권 출판되었고, 이후 1990년대부터는 여러 출판사 및 연구회에서 많은 책들이 나왔지만 대부분 일본의 전승 종이접기를 소개하거나 외국의 책을 번역 출판한 것에 불과하다.
한국의 종이접기는 주로 유치원/초등학교에서 창의성 발현, 색채감각, 손놀림 등 교육적 목적으로 이용되고 있다. 하지만 그 근간을 이루는 '종이접기'를 일본에 의존하고 있는 형편이고 쉬운 종이접기를 변형/응용하여 작품을 만드는 데 중점을 둔다. 이는 '종이접기'로의 접근이 아닌 '유치/초등교육학'으로의 접근이라고 할 수 있다.
2004년 종이접기 창작자들을 지원하는 (사)전통공예문화협회 한국창작종이문화원이 개설된 이후 인터넷, TV 등을 통해 창작종이접기가 많이 알려지고 네이버 카페에 종이접기 애호가들이 모이면서 한국에도 창작종이접기의 불꽃이 지펴졌다. 또한 종이접기 컨벤션 또한 매년 개최하지만, 비용이 너무 많이 들어 일반인들은 거의 관심을 보이지 않는다. 또한 아직 한국의 창작종이접기는 소수 중고등학생들과 몇몇 작가들에 의해 주도되고 있는 게 현실이다.

## 취미와 자격증
개인이 종이접기를 즐기기 위해서는 종이접기 책을 구입하거나 인터넷을 통해 정보를 얻으면 된다. 그러나 유치/초등 교육현장에서 종이접기를 가르치기 위해서는 교육종이접기를 알아야 하며, 교수법 및 교육학에 대한 이론과 실기를 배워야 한다. 현재 한국에서 종이접기 자격증을 발급하는 단체는 8개가 있으며, 일정 기간 동안 각 단체에서 정한 과정을 이수하면 필기/실기 평가를 거쳐 종이접기 강사 자격증을 취득할 수 있다.

## 같이 보기
- 후로시키
- 일본의 미술
- 종이비행기
- 종이나라